# Symphonia
Symphonia é um género botânico pertencente à família Clusiaceae. Plantas encontradas em Madagascar,  África e regiões tropicais das Américas.

## Espécies
Composto por 28 espécies:
| - Symphonia acuminata - Symphonia ambrensis - Symphonia clusioides - Symphonia coccinea - Symphonia esculenta - Symphonia eugenioides - Symphonia fasciculata - Symphonia gabonensis - Symphonia globulifera - Symphonia grandiflora | - Symphonia hildebrandtii - Symphonia laevis - Symphonia lepidocarpa - Symphonia linearis - Symphonia louveli - Symphonia macrocarpa - Symphonia melleri - Symphonia microphylla - Symphonia moronobea - Symphonia nectarifera | - Symphonia oligantha - Symphonia pauciflora - Symphonia rhodosepala - Symphonia sessiliflora - Symphonia tanalensis - Symphonia urophylla - Symphonia utilissima - Symphonia verrucosa |

## Nome e referências
Symphonia L.f.